# Żeleźnica (obwód rówieński)
Żeleźnica (ukr. Залізниця, Zaliznycia) – wieś na Ukrainie, w obwodzie rówieńskim, w rejonie rówieńskim, w hromadzie Korzec. W 2001 liczyła 494 mieszkańców, wśród których 493 jako ojczysty język wskazało ukraiński, a 1 rosyjski.
W okresie międzywojennym wieś znajdowała się w granicach II RP, wchodząc w skład gminy Międzyrzec w powiecie rówieńskim, w województwie wołyńskim.